# Pfarrkirche St. Peter im Lavanttal

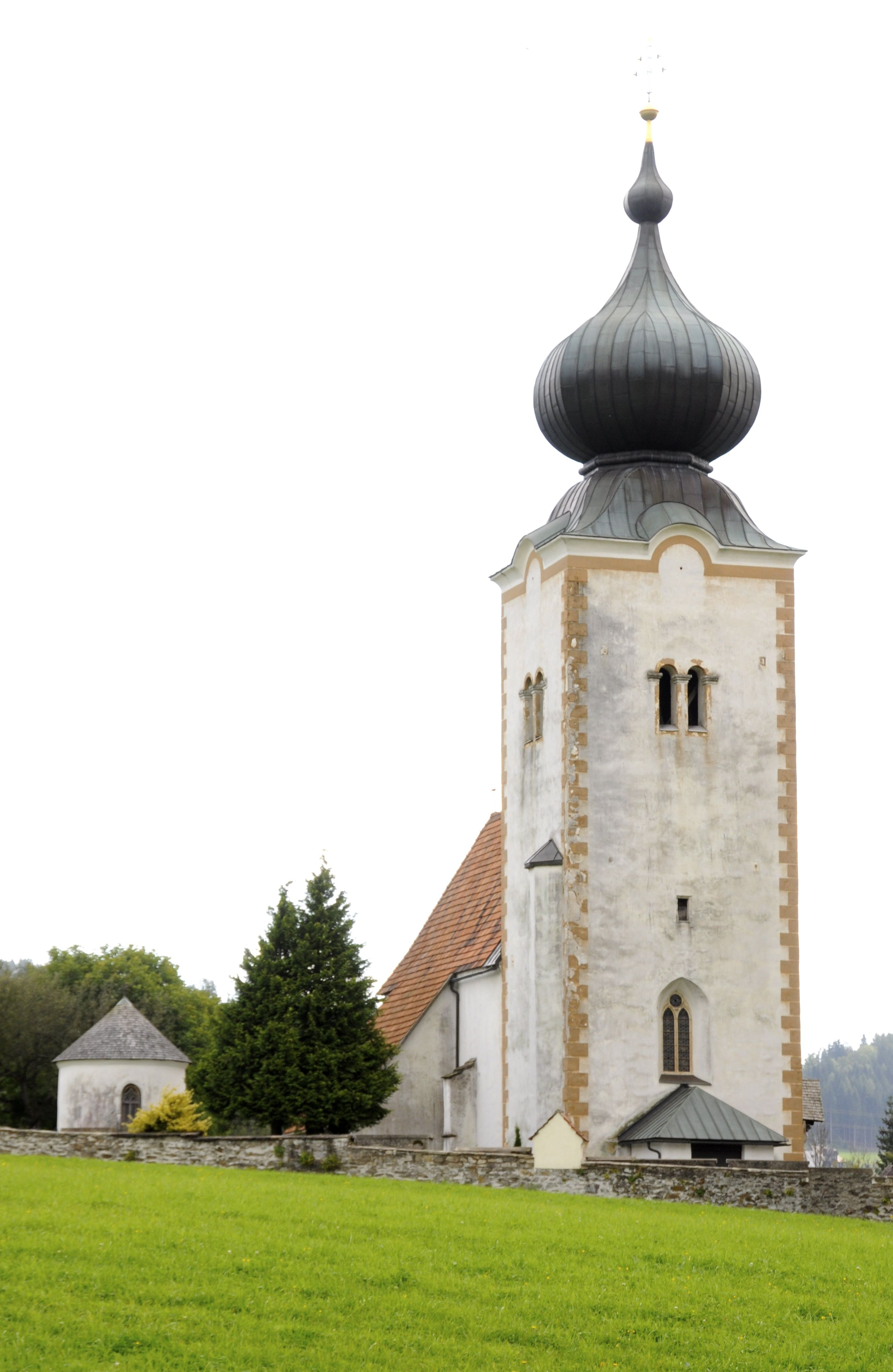
Katholische Pfarrkirche Hll. Peter und Paul in St. Peter im Lavanttal

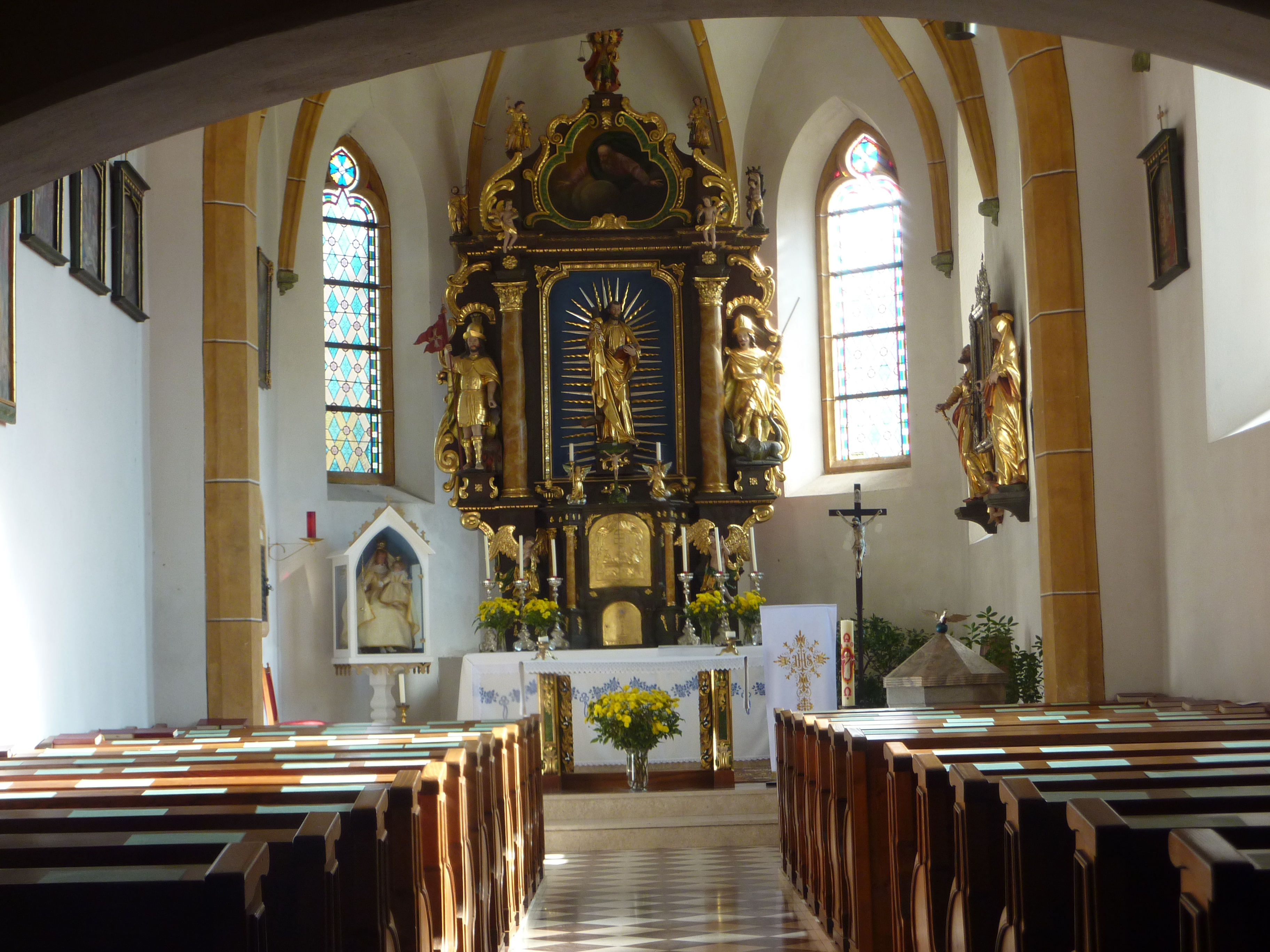
Im Langhaus zum Chor

Die Pfarrkirche St. Peter im Lavanttal steht im Dorf St. Peter im Lavanttal in der Marktgemeinde Reichenfels im Bezirk Wolfsberg in Kärnten. Die dem Patrozinium Heiliger Peter und Paul unterstellte römisch-katholische Pfarrkirche gehört zum Dekanat Wolfsberg in der Diözese Gurk-Klagenfurt. Die Kirche und der Friedhof mit dem Karner stehen unter Denkmalschutz (Listeneintrag).

## Geschichte
Nach der Überlieferung die älteste Kirche im oberen Lavanttal wahrscheinlich schon 931 als Bestand. Urkundlich 1354 eine Pfarre. 1480 wurde die Kirche in einem Türkenkrieg zerstört. 1492 wurde ein spätgotischer Neubau geweiht. 1974 wurde nördlich (?) eine Sakristei angebaut.

## Architektur
Das Kirchenäußere zeigt einen mächtigen Turm in der Breite des Langhauses, der Turm beinhaltet das reich verstäbte Westportal, das Glockengeschoß hat barocke Zwillingsfenster und trägt einen Zwiebelhelm. Das Langhaus und der polygonale Chor haben zweistufige Strebepfeiler.
Das Kircheninnere zeigt ein zweijochiges Langhaus mit einem Netzrippengewölbe auf Konsolen. Die gemauerte Empore in der inneren Breite des Turmes ist mit einem Sternrippengewölbe unterwölbt. Die steinerne gotische Wendeltreppe auf die Empore befindet sich im massiven Mauerwerk im Nordwesten des Turmes und buchtet dort erkerähnlich aus. Der spitzbogige Triumphbogen schnürt den Übergang vom Langhaus zum annähernd gleich breiten Chor etwas ein. Der einjochige Chor mit einem Fünfachtelschluss hat ein Kreuzrippengewölbe auf Konsolen und neugotische Fenster aus dem 19. Jahrhundert. Im Chor gibt es eine gotische Sakramentsnische. Der Taufstein nennt 1488.

## Ausstattung
Der Hochaltar um 1650 hat eine Ädikula über einem hohen Sockel mit einem eingelassenen Tabernakel, er trägt Figuren auf Postamenten vor angedeuteten Nischen und hat knorpelige Voluten mit einfacher Knorpelwerkkartusche aus Aufsatz, die Figuren sind aus dem 19. Jahrhundert.
Der linke Seitenaltar aus dem dritten Viertel des 18. Jahrhunderts zeigt ein Gnadenbild in einem Rokoko-Silberrahmen. Der rechte Seitenaltar um 1720/1730 zeigt das Altarblatt Johannes Nepomuk.
Die Orgel aus 1880/90 mit 7 Registern stammt von Zachistal & Capek in Krems an der Donau.

## Karner
Die Kirche ist von einer Friedhofsmauer umgeben. Am Friedhof nördlich der Kirche steht ein Karner. Der Karner ist ein romanischer Rundbau aus dem 13. Jahrhundert mit einer rechteckigen Erkerapsis mit einem kleinen spitzbogigen Fenster.